# Distretto di Darchula
Il distretto di Darchula è un distretto del Nepal, in seguito alla riforma costituzionale del 2015 fa parte della provincia Sudurpashchim Pradesh. 
Il capoluogo è Khalanga.
Il territorio è prevalentemente montagnoso ed è attraversato da est a ovest dalla catena dell'Himalaya inferiore (Mahabharat Lekh).

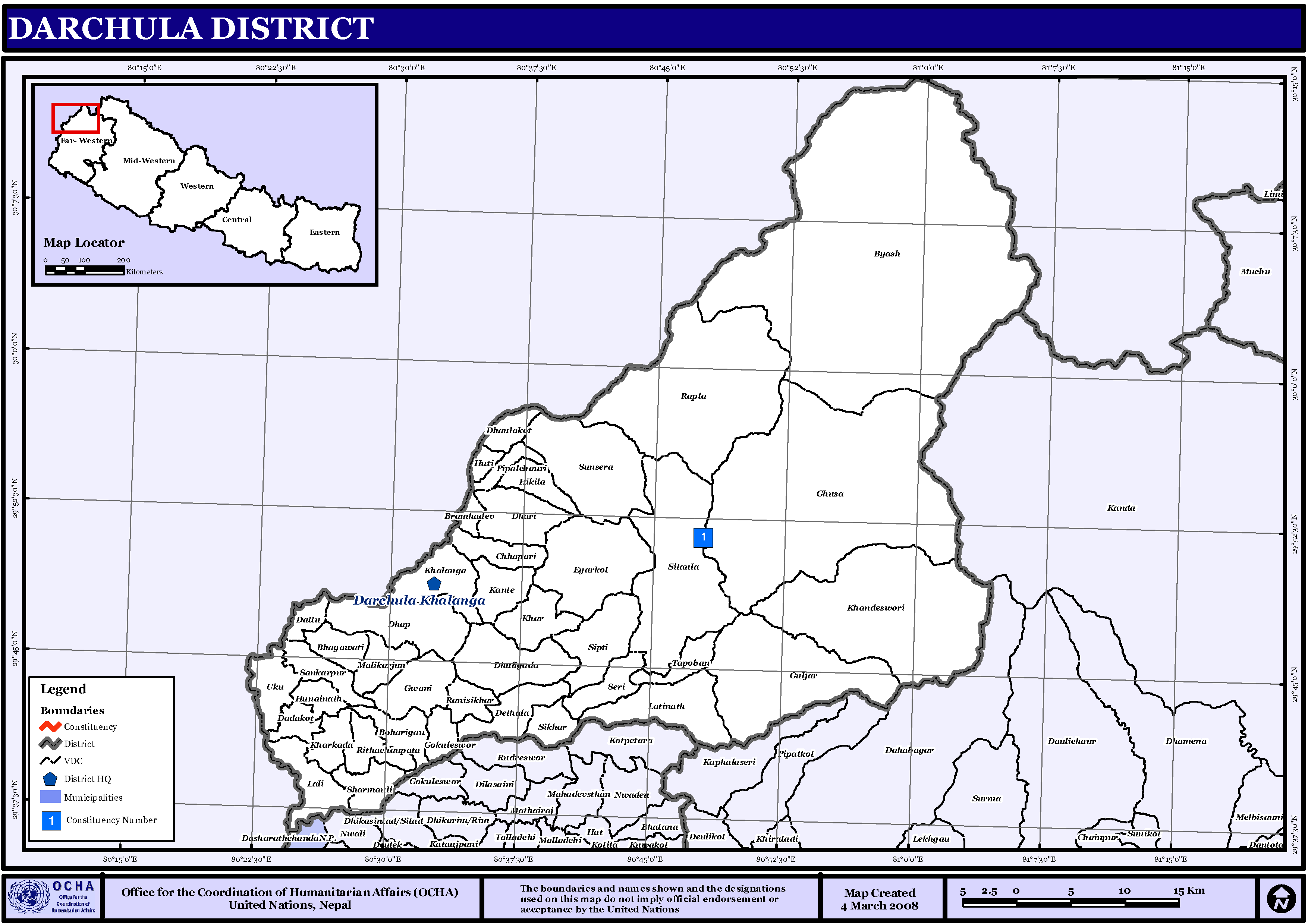
Mappa del distretto di Darchula

Il principale gruppo presente nel distretto è quello dei Chhetri.
Fino al 2015 faceva parte della zona amministrativa di Mahakali